# Северсталь-метиз
«Северсталь-метиз» — российская компания по выпуску металлических изделий с предприятиями в России (в Череповце, Орле и Волгограде). Штаб-квартира — в Череповце.
Основана 1 июля 2004 года.

## Собственники и руководство
Группа предприятий «Северсталь-метиз» входит в ПАО «Северсталь» Алексея Мордашова. Генеральным директором с 12 декабря 2016 года назначен Сергей Ковряков. Ранее компанию возглавляли Олег Ветер, Ольга Наумова и Анатолий Фришман.

## Деятельность
«Северсталь-метиз» на российском рынке метизов (проволока, гвозди, стальная и сварная сетки, стальные канаты и т. д.) занимает долю в 25 %, на украинском — в 18 %, на итальянском (канаты) — 30 %.
В компанию входят Череповецкий, Орловский, Волгоградский (Волгоградский завод «Северсталь-метиз») заводы. Общая численность персонала — около 5 тыс. человек.
В 2007 году «Северсталь-метиз» выкупила у Arcelor Mittal 50-процентную долю в совместном предприятии по выпуску корда ООО «ТрефилАрбед Рус». Это сделка была проведена для поддержки интересов обеих компаний.
В 2011 году для увеличения объёмов производства целлюлозоувязочной проволоки на череповецком предприятии группы Северсталь-метиз был запущен в работу агрегат патентирования и гальванического цинкования, за счет которого можно улучшить качество изготавливаемой продукции и повысить эффективность производства, как минимум вдвое. Этот агрегат состоит из мощного оборудования, позволяющего работать на высоких скоростях. Агрегат способен производить примерно 1,200 тыс. т целлюлозоувязочной проволоки в месяц, что превышает показатели предыдущего оборудования вдвое.
В 2012 году компания регистрирует товарные знаки «Октопус» и «Анаконда». Под первой маркой предприятие планирует выпускать восьмипрядные крановые и экскаваторные канаты. Канаты «Анаконда» представляют собой многопрядные малокрутящиеся конструкции. По прогнозам руководства «Северсталь-метиз» и сторонних экспертов, такой шаг позволит стать более узнаваемым на рынке канатной продукции.
В 2012 году «Северсталь-метиз» разработала технические решения и выпустила стальные канаты для подвесной крыши самого крупного объекта, возведенного в Польше к Евро-2012, — варшавского Национального стадиона. Конструкция стадиона состоит из 72 элементов. Её и поддерживают стальные канаты. В рамках этого заказа «Северсталь-метиз» изготовила 1200 тонн канатов и около 380 тонн анкерных муфт.
С 1 октября 2014 года канатные активы группы предприятий «Северсталь-метиз» были выделены в АО «Редаелли ССМ».
С 1 июля 2016 года ООО «Орловский сталепрокатный завод», или сокращенно ООО ОСПАЗ, (ранее — Филиал «Орловский» «Северсталь-метиза») был выделен в отдельную бизнес-единицу под управлением «Северсталь-метиза». Главой предприятия остался прежний её руководитель — Алексей Ереничев.
В 2017 году выручка компании достигла 540 млн долларов. 
В мае 2020 года стало известно, что в апреле дивизион «Северсталь-метиз» побил рекорд производства железнодорожного крепежа, применяемого для монтажа железных дорог различного назначения. За месяц подразделение холдинга «Северсталь» изготовило 959 тонн шурупов, что на 9,4 % больше предыдущего рекордного показателя, зафиксированного год назад. Такие показатели произошли не только из-за повышения спроса, но и за счет слаженной работы специалистов компании.

## Награды
В декабре 2021 года прошла премия «Орловский бизнес-2021», в которой Орловский сталепрокатный завод «Северсталь-метиз» получил награду в номинации «Работодатель года».